# Ambasamudram
Ambasamudram é uma panchayat (vila) no distrito de Tirunelveli, no estado indiano de Tamil Nadu.

## Geografia
Ambasamudram está localizada a 8° 42′ N, 77° 28′ L. Tem uma altitude média de 76 metros (249 pés).

## Demografia
Segundo o censo de 2001,  Ambasamudram  tinha uma população de 32,681 habitantes. Os indivíduos do sexo masculino constituem 49% da população e os do sexo feminino 51%. Ambasamudram tem uma taxa de literacia de 76%, superior à média nacional de 59.5%; com 52% para o sexo masculino e 48% para o sexo feminino. 9% da população está abaixo dos 6 anos de idade.